# イルマ (小惑星)
イルマ (177 Irma) は、小惑星帯に位置する比較的大きくて暗い小惑星の一つ。
1877年11月5日にパリでフランスの天文学者、アンリ兄弟により発見されたが、兄ポールの名前が発見者としては登録されている。名前の由来については知られていない。